# Anna Lucasta
Pour plus de détails, voir Fiche technique et Distribution.
Anna Lucasta est un film américain réalisé par Irving Rapper et sorti en 1949.

## Synopsis
Lorsque la famille Lucasta en Pennsylvanie reçoit un message indiquant que le fils d'un ami, Rudolf, vient en ville pour trouver une femme, ils voient une chance de gagner de l'argent. L'ami de la famille, M. Strobel, enverra 4 000 $ pour accompagner Rudolf. La famille décide d'essayer de "vendre" une de leurs propres filles, Anna à Rudolf. Le seul opposé à l'idée est son père alcoolique, Joe. Le mari de sa fille Stella, Frank qui est le beau-frère d'Anna, persuade Joe d'accepter le plan. Anna, considérée comme un mouton noir de la famille, vit à Brooklyn et travaille dans un bar appelé Noah's Ark pour gagner sa vie. Elle est attirée par un marin nommé Danny Johnson, et quand il lui dit qu'il a économisé assez d'argent pour aller à terre, elle croit qu'il va lui demander de l'épouser. Mais il ne le fait pas et lorsque Anna est invitée par la famille à rentrer chez elle, elle le fait à contrecœur, n'ayant aucune autre solution plausible. Rudolf n'est pas aussi crédule que la famille le pensait. C'est un homme instruit qui envisage de travailler dur sur la terre familiale pour la faire prospérer tout en officiant comme enseignant dans une école local. Il prend un instant goût à Anna mais son père essaie de le persuader qu'il pourrait trouver mieux. En colère contre son père, elle se rend dans un bar local pour boire un verre.
Rudolf rejoint Anna au bar et ils finissent par dîner ensemble. Il lui propose de se revoir le lendemain mais elle ne lui donne pas de réponse. À la ferme, elle se souvient de l'époque où elle y vivait quand elle était plus jeune et réprimandée par son père pour avoir embrassé un garçon, ce qui l'a poussée à quitter sa maison. Hantée par ces mauvais souvenirs, elle se rend à la gare pour quitter la ville. Rudolf la suit à nouveau et la persuade de rester et de l'épouser. Il lui donne les 4 000 $ qu'il a sur lui mais l'argent est volé par sa famille avant leur mariage.
Lorsque Rudolf et Anna sont sur le point de s'unir, le marin Danny arrive à l'improviste pour lui sa main. Joe lui parle puis se rend chez Anna et menace de ruiner la réputation de Rudolf en divulguant des détails sur la vie antérieure d'Anna. Joe exige qu'Anna quitte la ville avec Danny immédiatement. Anna ne voit pas d'autre solution que de partir avec Danny et retourner vivre à Brooklyn. Mais Rudolf n'abandonne pas car il la retrouve et découvre finalement le bar où elle travaille. attendant son retour qui n'arrive pas, il lui laisse un message indiquant que son père Joe est décédé et part. Quand Anna arrive au bar, elle reçoit le message et essaie de le contacter. Elle découvre qu'il a déjà quitté son hôtel et perd tout espoir de réconciliation. 
Lorsqu'elle quitte le bar après le travail, elle découvre que Rudolf l'attendait dehors. 

## Fiche technique
- Titre : Anna Lucasta
- Réalisation : Irving Rapper
- Scénario : Arthur Laurents et Philip Yordan d'après une pièce de Philip Yordan
- Production : Philip Yordan
- Société de production : Columbia Pictures et Security Pictures
- Distribution : Columbia Pictures
- Musique : David Diamond
- Photographie : Sol Polito
- Montage : Charles Nelson
- Direction artistique : George Brooks
- Décorateur de plateau : William Kiernan
- Costumes : Jean-Louis
- Pays d'origine : États-Unis
- Format : Noir et blanc - Son : Mono (Western Electric Recording)
- Genre : Drame
- Durée : 86 minutes
- Date de sortie :
  - États-Unis : 11 juillet 1949

## Distribution
- Paulette Goddard : Anna Lucasta
- William Bishop (en) : Rudolf Strobel
- Oskar Homolka : Joe Lucasta
- John Ireland : Danny Johnson
- Broderick Crawford : Frank
- Will Geer : Noah
- Gale Page : Katie
- Mary Wickes : Stella
- Whit Bissell : Stanley
- Lisa Golm : Theresa
- James Brown : Buster
- Dennie Moore : Blanche
- Anthony Caruso : Eddie